# 嘶吼唱腔
嘶吼唱腔（Screaming Vocals）是一種演唱技法，常常出現在極端的重金屬樂、龐克搖滾、硬搖滾、硬蕊的音樂中，從金屬蕊（Metalcore）、死蕊（Deathcore）、後硬蕊（Post-Hardcore）、蠱戮金屬（Groove metal）、黑金屬到輾核（Grindcore）都有。 然而每個歌手的強度、音高與特色都不太一樣，這些嘶吼的唱腔通常伴隨快速節奏的音樂，與激進強烈的音樂風格。

## 資料來源
1. ↑  Dave Laing, One Chord Wonders:Power and Meaning in Punk Rock. Open University Press, 1985, p. 54.
2. ↑  York, Will. . San Francisco Bay Guardian. July 2004  [2007-04-21]. （原始内容存档于2016-03-03）.